# 塔岩螺
塔岩螺（学名：Thais rugosa），是新腹足目骨螺科Thais的一种。主要分布于印度尼西亚、台湾，常栖息在沿岸。